# 독고탁의 다시 찾은 마운드
《독고탁의 다시 찾은 마운드》(포스터 제목: 독고탁 제3탄! 다시 찾은 마운드)는 한국에서 제작된 문덕성 감독의 1985년 가족, 드라마, 애니메이션 영화이다. 정욱 등이 제작에 참여하였다.

## 출연진
- 김순선: 독고탁 역 (언급되지 않음)
- 권혁수: 김준 역
- 김기현: 우수고등학교 야구감독 역
- 김용식: 옥기호 역
- 이인성: 땡보, 독고탁의 큰 아버지 역
- 최성우: 김준의 어머니 역

## 스태프
오프닝 크레딧
- 제작: 정욱
- 원작: 이상무
- 기획: 안현동
- 각본: 서현재 (언급되지 않음)
- 감독: 문덕성

엔딩 크레딧
- 원화: 홍사학, 김일, 강서기, 이성주, 장관호
- 동화작감: 유창신, 김경미
- 동화: 정해상, 정광록, 홍영덕, 윤석모, 장현경, 최래성, 김종현, 맹승기, 김태곤, 지승주, 김용일, 이승익, 우성학, 박인수, 강용진, 최현, 정순자, 김수경, 황혜경, 김병순, 이은규, 김효식, 박정옥, 지은희, 주경란, 손명희, 조은심, 김명심, 이춘희
- 선화지휘: 이은경
- 선화: 강현숙, 백미애, 박인숙, 김정자, 김연희, 조영자, 장인영, 심현수, 김명림, 이은숙, 강성녀, 권숙희, 강신화, 전선주, 최봉순, 강미선
- 채화지휘: 한미라, 함미자
- 채화: 신은영, 정운예, 문영숙, 최은숙, 강경희, 신난영, 윤명옥, 김점순, 김주형, 이종숙, 문연림, 최원희, 오신자, 장정미, 박충원, 오명주, 백은희, 정미애, 고승희, 강영묘, 이윤미, 박준호, 김희진, 배영미, 서미원, 이순옥, 이해경, 정숙자, 곽해경, 주혜숙, 임금재, 이미성, 이승미, 황재숙, 정의정, 윤세리, 함옥자, 이미경, 김경희, 최미애, 박성희, 김정희, 윤상금, 김경애, 권혁민, 김명희, 이남복, 강신애
- 검사: 김명숙, 신영순
- 효과: 배상준
- 배경작화: 임종우
- 배경지휘: 박용일
- 배경: 박래도, 김회연, 여운흥, 조재열, 김준현, 곽정훈, 최미향, 김경주, 박선환, 하종덕, 김재권
- 촬영지휘: 이성우
- 촬영: 최성일, 조재경, 한문호, 현상민, 이관영, 전문호, 이명석, 유진호, 강선애, 최영수, 김명화, 임항균, 오영복
- 진행: 유영춘, 부영순, 백승균, 이용배
- 편집: 전병태
- 음악·효과: 김경일
- 녹음·현상: 영화진흥공사 (현·영화진흥위원회)